# Рудник-при-Радомлях
Рудник-при-Радомлях (словен. Rudnik pri Radomljah) — поселення в общині Камник, Осреднєсловенський регіон, Словенія. Висота над рівнем моря: 377,8 м.